# 西野恵未
西野 恵未（にしの えみ、1987年3月14日 - ）は、日本のキーボーディスト、歌手、スタジオ・ミュージシャン、俳優。東京都出身。

## 略歴
2歳よりピアノを始める。 国立音楽大学附属幼稚園入園と同時に本格的にクラシック音楽の勉強を開始。 一貫校でピアノをメインにソルフェージュ、リトミック、声楽など様々な分野から音楽を学習する。国立音楽大学鍵盤学科卒業までクラシックピアノを専攻  

。
中学生まではクラシック音楽以外を聴くことのできない環境下に置かれていたが、高校在学中ポップスバンドに誘われボーカルとして加入したことをきっかけに様々なジャンルの音楽に親しむ
。大学卒業後、在学中取得した教職免許を手に教師として就職し、数年間音楽から離れた生活を送る。 2011年の震災をきっかけに退職。2014年春から本格的にスタジオ・ミュージシャンとして演奏活動を開始。 ライブやレコーディングでの鍵盤演奏を主にコーラスや編曲家としても活躍。
2022年11月29日から放送開始のNHK夜ドラ『作りたい女と食べたい女』（NHK総合）春日十々子役で俳優デビュー。この作品で初演技、初ドラマ出演となった。
同年、12月15日に初のソロシングル「暁」をデジタル配信リリース。
2023年7月1日以降順次、MAKIADACHIプロデュースの下、3曲「SOMEDAY」「O」「週末」を連続リリース。
2024年1月29日から放送開始の『作りたい女と食べたい女 シーズン2』（NHK総合）にて、再び春日十々子役を演じ、大きな反響を得る。
2024年3月16日には自ら企画した「西野恵未・ファンサイト”Area 314”開設記念/初の誕生日イベント 『え？こないだ生まれたばっかだけど?』」を開催。自身のファンの呼称を「Emiliens」として公認。

2025年4月23日、Netflixにて全世界に配信開始された『新幹線大爆破』にて、キーパーソンとなるJR東日本新幹線運輸車両部マネージャー：山本由紀乃役を演じ、表現者として、音楽・演劇・芸術など、様々な分野で活躍を世界に広げている。

## 出演

### 配信映画
- 新幹線大爆破（2025年4月23日 Netflix）JR東日本新幹線運輸車両部マネージャー：山本由紀乃役[14]、

### テレビドラマ
- 作りたい女と食べたい女 (2022年11月28日-12月14日 NHK総合)春日十々子役[7]
- 作りたい女と食べたい女  シーズン2 (2024年1月29日-2月29日 NHK総合)春日十々子役[15][16]
- ある日、下北沢で（2024年3月24日 TOKYO MX/BS11 ）劇中歌「東京サーチライト」バンドメンバー（キーボード） 役 [17]
- ドラマフィル 熱愛プリンス 第3話（2025年3月21日 MBSほか ）MV監督役 [18]
- 僕達はまだその星の校則を知らない（2025年7月14日- 関西テレビ・フジテレビ）菊池沙良役[19]

### ラジオ
- 斉藤朱夏 しゅかラジ【西野恵未さん& ひぐちけいさん:前編】（2022年11月9日 FM NACK5）
- 斉藤朱夏 しゅかラジ【西野恵未さん& ひぐちけいさん:後編】(2022年11月16日 FM NACK5）
- 「CITY CHILL CLUB」♪ミュージックセレクター◇セレクトテーマ 「悲しい夜に寄り添う日本語」（2023年2月2日 TBSラジオ）
- 「CITY CHILL CLUB」♪ミュージックセレクター◇セレクトテーマ 「LOVE LOVELY LIFE」（2023年2月9日 TBSラジオ）
- 「Chageの音道」（2024年6月29日 FM GUNMA他 JFN各局）
- 斎藤工「TAKUMIZM」（2025年5月24日/2025年5月31日 BAYFM78）
- 「INNOVATION WORLD　Morisawa Fonts ROAD TO INNOVATION」 （2025年6月13日 J-WAVE）
- 「STEP ONE」代演ナビゲーター （2025年8月5日 J-WAVE）

## ディスコグラフィー
|     | リリース日     | タイトル | 形態 |
| --- | -------------- | -------- | ---- |
| 1st | 2022年12月15日 | 暁       | 配信 |
| 2nd | 2023年7月1日   | SOMEDAY  | 配信 |
| 3rd | 2023年8月1日   | O        | 配信 |
| 4th | 2023年9月6日   | 週末     | 配信 |

| リリース日   | タイトル | 形態 | 参加アーティスト                 |
| ------------ | -------- | ---- | -------------------------------- |
| 2023年8月2日 | 霹靂     | 配信 | ぷにぷに電機、西野恵末&ESME MORI |

## イベント・ライブ
- 「cadodeライブ企画残機3」（2023年4月5日 渋谷StarLounge）※cadodeバンド主催のツーマンライブにて初ソロ歌唱
- 西野恵未ミニライブ&サイン会（2023年7月29日 東急プラザ渋谷4FCREAM STUDIO Part1）
- 西野恵未・ファンサイト”Area 314”開設記念/誕生日イベント 『え？こないだ生まれたばっかだけど?』（2024年3月16日 ARK HiLLS CAFE）※Guest MC:奥宮みさと Piano・Arrange:川路玲奈
- 西野恵未 / EMI NISHINO Monologue Concert 2025 『動機』（2025年3月29日 渋谷 7th FLOOR]
- Emiliens Official fan meeting『え？こないだ生まれたばっかだけど？』vol.2（2025年3月29日 渋谷 7th FLOOR]
- EMI NISHINO / No Sound Area314 《PRAY MY DOODLE》（2025年3月30日-2025年4月1日 OCO GALLERY ]

## ライブ・REC参加アーティスト
- 麻美ゆま
- あっこゴリラ
- 阿部真央
- ISEKI - 『TORCH』（2022年）
- 伊藤千晃
- 井上苑子
- 上野優華
- Apeace
- Aimer
- 大塚愛 - 大塚 愛 × 西野恵未 / なんだっけ（ピアノ弾き語りVer.）（2021年）
- osage
- 上白石萌音
- 吉川友
- 鬼頭明里
- 工藤静香- 「Sea glass」（『明鏡止水』、ポニーキャニオン、2024年7月）
- 光上せあら
- 五等分の花嫁
- 小林愛香
- コレサワ
- 斉藤朱夏 - 『セカイノハテ』（2021年）
- Sano ibuki - 『終夜』（2022年）
- 渋谷すばる - 『渋谷すばる　FAN MEETING 2025』（2025年）
- SiM - 『UNDER THE TREE (Full Length Ver.) Anime Special Ver.』（2023年）/『CHAMPiONS』(2025年)
- SUAI - CARAVAN (cover)（2023年） /SUAI LIVE SESSIONS#1（2023年）
- 好芻 - 『Night Market』（2022年）
- 鈴木愛理
- STAMP
- XIA from JYJ（ex.東方神起）
- 東郷祐佳
- 中嶋イッキュウ 2nd ミニアルバム『LOVE』未成年（2024年）
- 泣き虫☔︎
- 野田愛実
- ビッケブランカ
- FIVE NEW OLD - Summertime【 Live at LINE CUBE SHIBUYA / 2023.07.02 】（2023年）/One By One【 Live at LINE CUBE SHIBUYA / 2023.07.02 】（2023年）
- 降幡愛
- フレンズ
- Benlou - 『ミラージュ』（2022年）
- 宮本佳林 - 宮本佳林 Sweet Box 2025 〜Happy Valentine's Day!〜（2025年）
- Myuk -『ひとりじゃないよ』（2023年）/【初ゲスト🔥】Myuk Studio LIVE #シークレットヘルツ【西野恵未さん】（2023年）
- 八木海莉 - Ripe Aster（2021年）/『セレナーデ』（2023年）
- 山崎育三郎
- 『ユイカ』 1st LIVE 「Agapanthus」(2024年6月27日)
- YUKI - 「Dreamin'」（『パレードが続くなら』、EPICレコードジャパン、2023年）
- ReoNa

## 楽曲提供アーティスト
- HelloYouth-HelloYouth 1stフルアルバム「Nuff said.」「青」作詞・作曲・編曲